# Szlovákia űrkutatása
A Szlovákia 1993-ban, Csehszlovákia kettéválásakor lett önállóvá.
A szlovák űrkutatók egy sor különböző programban vesznek részt. Bekapcsolódtak az Európai Űrügynökség (ESA) Merkúrhoz indítandó BepiColombo űrszondájának az építésébe. A Szlovák Tudományos Akadémia kassai kísérleti fizikai intézetében működő űrfizikai részleg 1969-es megalakítása óta a földi magnetoszférát, a bolygóközi teret, a kozmikus sugárzást, bolygónk elektromágneses környezetét kutatja.
Szlovák szakemberek részt vesznek az EU és az ESA közös Copernicus program GMES (Global Monitoring Global Monitoring for Environment and Security) kezdeményezésében, amelyben a környezeti és biztonsági célú távérzékelési megfigyelések, az ezeken alapuló szolgáltatások fejlesztése folyik. De végeznek kutatásokat többek közt az élettudományok, az anyagtudományok, a napfizika, az asztrofizika, a meteorológia területén is. 
AZ Európai Űrügynökséggel 2010-ben együttműködési megállapodásig jutott.
Csehszlovákia űrkutatását a többi szocialista országhoz hasonlóan a Szovjetunió által a műholdakon (platform helyek) elhelyezhető hazai fejlesztésű műszerek, illetve az ingyenesen biztosított hordozórakéták és földi követőhálózat tette lehetővé a világűr kutatását.

## Története
Az űrkutatást a Csehszlovák Tudományos Akadémia és az 1966-ban létrehozott Űrkutatási Bizottság koordinálta.
Az Ondřejovi Csillagvizsgáló Intézet a napfizikai kutatások központja. Az Interkozmosz alapító tagja. A Geofizikai Intézet Panska Ves mellett földi telemetriai állomást működtet. A Hidrometeorológiai Szolgálat rendszeres adatokat kap. Prága mellett Interkozmosz földi állomás létesült. A prágai Műszaki Egyetem koordinálja a lézerradar fejlesztést.

### Kutatási területek
Kozmikus geodézia; az ionoszféra- és magnetoszféra kutatás; napfizika; meteorológia; távközlés és űrbiológia.

### Interkozmosz
- Interkozmosz–3 (IK-3) – alacsony frekvencián (VLF) az elektromágneses tér elektromos komponensének műszere;
- Interkozmosz–4 (IK-4) – röntgenflerek vizsgálatát szolgáló fotométer; a felső légkör átlátszóságát ellenőrző műszer;
- Interkozmosz–5 (IK-5) – alacsony frekvencián (VLF) az elektromágneses tér elektromos komponensének műszere;
- Interkozmosz–7 (IK-7) – a felső légkör átlátszóságát ellenőrző műszer;
- Interkozmosz–10 (IK-10) – alacsony frekvencián (VLF) az elektromágneses tér elektromos komponensének műszere;
- Interkozmosz–11 (IK-11) – integrált röntgenfotométer került beépítésre; a felső légkör átlátszóságát ellenőrző műszer;
- Vertyikal – műholdakon meteorpor csapdák lettek elhelyezve,
- Interkozmosz–12 (IK-12) – tömegspektrométer, négyfrekvenciás rádió;
- Interkozmosz–13 (IK-13) – ionoszféra- és  magnetoszféra kutatás;
- Interkozmosz–14 (IK-14) – ionoszféra- és  magnetoszféra kutatás;
- Interkozmosz–18 (IK-18) – pályára állította a Magion–1 műholdat;

## Műholdak
Csehszlovákia  ionoszféra kutatóműholdja. Csehszlovákia  ionoszféra kutatóműholdja. A Magion sorozat olyan kis méretű műholdakból állt, amelyeknek a feladata a Föld közvetlen környezetének, a Nap-Föld kapcsolatnak, az elektromágneses hullámok terjedésének kutatása volt.
- Magion–1; Magion–2; Magion–3;
- Koszmosz–690; Koszmosz–782; Koszmosz–936 – űrbiológiai kísérletként patkányokon vizsgálták a mikrogravitációs környezet hatásait;
- Vega-program – szondáin az űreszközök térbeli stabilizálását biztosító ASP (Automated Stabilised Platform) műszert használták. A berendezést 1989-ben a Mir űrállomásra is felszerelték.

## Űrhajósok

### Csehszlovák
- Vladimír Remek – Szojuz–28 kutatópilótája. Csehszlovákia lett a harmadik állam a világon – a Szovjetunió és az Amerikai Egyesült Államok után –, amelynek polgára a világűrbe juthatott
- Oldřich Pelčák – Szojuz–28 kiképzett, tartalék kutatópilóta

### Szlovák
- Ivan Bella Szojuz TM–29 fedélzetén indulva a Mir-űrállomás teljesített szolgálatot. A Szojuz TM–28 űrhajóval tért vissza a Földre
- Michal Fulier Szojuz TM–29 kiképzett, tartalék kutatópilóta

## Külső hivatkozások
- Szlovák űrkutatás. urvilag.hu. (Hozzáférés: 2014. április 16.)
- Szlovák űrkutatás. urvilag.hu. (Hozzáférés: 2014. április 16.)